# Pakapaka (programa de televisión)
Pakapaka fue el nombre de la franja infantil del canal de televisión educativo Encuentro, operado por el Ministerio de Educación de Argentina, emitida entre el 23 de septiembre de 2007 y 17 de septiembre de 2010. El bloque fue reemplazado por un canal de televisión infantil del mismo nombre.
Pakapaka estaba orientado a niños de 7 a 11 años, e incluía microprogramas, documentales, dibujos animados y diferentes secciones grabadas en todo el país para que los más pequeños comprendan la historia y a su vez se diviertan. Los contenidos que abarca comprenden las ciencias naturales, ciencias sociales, lengua, prácticas del lenguaje, tecnología, arte y comunicación.
Fue emitido por primera vez el domingo 23 de septiembre de 2007, de 9:00 a 13:00; luego de ser presentado el 14 de septiembre de 2007 por el ministro de Educación, Ciencia y Tecnología Daniel Filmus, el director del Canal Encuentro, Tristán Bauer, y la directora artística del canal, Fernanda Rotondaro, en un acto en el salón Luz Vieyra del Palacio Sarmiento.
Pakapaka en voz quechua significa “escondite, juego de niños”. Y justamente de eso se trata la franja infantil de Encuentro: de un juego en el que los niños y las niñas son protagonistas. Apostando así a su autonomía, a que sus voces estén presentes y sean parte de una propuesta televisiva con todo lo que tienen para decir y mostrar.

## Estructura y formato
El programa se presentó como una “telepágina web corpórea”, como si verdaderamente se pudiera habitar en un sitio de la Web. Para recorrerla, el usuario-televidente contaba con dos navegadores “grandes”: Renata y Rodolfo, quienes conectaban con todos los “enlaces” de la página-programa: es la manera que tienen para dar a conocer el material que ofrece Pakapaka.
Estos personajes cumplen el rol de conductores y, como en reiteradas ocasiones llegan a situaciones problemáticas, aparece Socorro, la ayuda de Pakapaka. Se trataba de un títere que intenta resolver todos los problemas que se presentaban: Socorro siempre proponía una solución. Sin embargo, no conoce todas las respuestas y por eso debe embarcarse con Renata y Rodolfo en su búsqueda. Esa es la gran aventura que propone Pakapaka: buscar respuestas.
Así recorren diversos temas: la ciencia, los animales, las plantas, el deporte, el significado de las palabras, el humor, el terror, los oficios, los abuelos, las escuelas del mundo y del país, los juegos, la comida y la música, entre otros.